# Pycnosiphorus arriguttii
Pycnosiphorus arriguttii is een keversoort uit de familie vliegende herten (Lucanidae). De wetenschappelijke naam van de soort is voor het eerst geldig gepubliceerd in 1958 door Weinreich.